# Молодцов, Фёдор Фёдорович
Фёдор Фёдорович Молодцов (7 марта 1855, Раменка, Ярославская губерния — 1 марта 1919, Углич, Ярославская губерния) — русский артист цирка, акробат

 и гимнаст, один из наиболее известных канатоходцев конца XIX — начала XX века.

## Биография
Родился 23 февраля (7 марта) 1855 года в деревне Раменка Угличского уезда Ярославской губернии в крестьянской семье с пятью детьми Фёдора Герасимовича и Дарьи Андреевны Молодцовых. Отец владел в Санкт-Петербурге мелочными лавками и двумя трактирами. Овдовев, он женился на купеческой дочке и переехал в столицу. Однако дела пошли плохо, и Феде, по настоянию безграмотной мачехи, пришлось бросить школу и устроиться работать в кабак, после в лавку, а затем учеником в типографию.
В свободное время, вдохновившись выступлениями Егора Васильева в Зоологическом саду, мальчик тренировался ходить по жерди, а потом и по канату, натянутому между сараями. Приобретя простейшие навыки, он решился показаться публике в саду. Его заметил директор сада Э. Рост и стал с ним заниматься. Дебют, под именем Фёдора Иванова, состоялся 17 (29) мая 1873 года в Петербургском увеселительном саду Сасова за Невской заставой.
Молодцов работал в различных увеселительных садах (Крестовском, Таврическом, Летнем). В 1878 году стал владельцем увеселительного сада и бильярдной. С этого года, сменив псевдоним на Жак Ричард, выступал в гастролировавшем в Гельсингфорсе немецком цирке Пауля Буша. Вместе с этим цирком Молодцов попал в Швецию, а затем в Германию. Из-за разногласий с директором был уволен и оказался в бедственном положении, но, добравшись с братом-циркачом Константином до Берлина, устроился в увеселительный сад «Neu Welt». Однажды он исполнял опасный трюк — с привязанными к ногам острыми мечами шёл по канату. Когда на середине пути сломался и выпал шест-балансир, Молодцов отвязал мечи и дошёл, используя их. Проявленное хладнокровие и мастерство были оценены по достоинству — вскоре появились многочисленные приглашения на работу из разных европейских цирков, позволившие Фёдору объехать всю Европу. С 1882 года он занимался и обучением молодых цирковых артистов. Вернувшись в 1892 году в Россию, жил в Санкт-Петербурге.
Молодцов изменил конструкцию реквизита для выступлений, натянул стальной трос, стал более основательно укреплять его — это позволило ему выполнять очень сложные приёмы. Он ходил по канату на ходулях, коньках, с мешком на голове, с кандалами или кастрюлями на ногах и руках, с завязанными глазами, танцевал трепак, казачок, лезгинку, мазурку, барыню, при этом играя на балалайке, балансировал, держа на голове поднос с кипящим самоваром или горящей лампой, на канате стрелял из небольшой наплечной пушки или из ружья, переносил на плечах человека, сидел на спинке стула, лежал, стоял на голове. Коронным номером артиста был до сих пор не повторённый «Огненный несгораемый рыцарь»: в темноте, в сверкающем костюме рыцаря, он бежал по канату с балансиром, на котором вертелись два больших горящих колеса, по всему его костюму размещались различные пиротехнические устройства — взрывы, нарушая равновесие, они создавали нагрузку на руки более 60 кг.
В 1890-х годах Молодцов совершил переходы по канату над реками Темза (за что был прозван «Русским чудом») и Нева (в её широком месте, выиграв спор с французским канатоходцем Шарлем Блонденом, осилившим только узкое место), бурным водопадом Иматра в Финляндии. В мае 1896 года, во время выступлений в праздничной программе по случаю коронации императора Николая II, ходил по канату почти беспрерывно с 9 до 17 часов.
Последний раз Фёдор Фёдорович выступил на канате в Риге в 1912 году. После ещё некоторое время выступал с сыном на трапеции. В 1918 году приехал в Углич, где провёл свои последние дни в Доме престарелых Отдела социального обеспечения. Умер 1 марта 1919 года от водянки. Похоронен на городском Георгиевском кладбище (ликвидировано при строительстве Угличской ГЭС).
Архив артиста погиб в 1918 году во время Гражданской войны в России. Молодцов написал о себе небольшую книгу «Коммерсант на канате, или Похождения известного русского канатоходца Фёдора Молодцова» (СПб.: Типография В. Г. Авсеенко, 1895). Сохранились краткие воспоминания о нём его сына. Хороших портретов артиста не обнаружено.